# Make Yourself
Az 1999-es Make Yourself az Incubus harmadik nagylemeze. Az Egyesült Államokban dupla platinalemez. A Pardon Me, Stellar és Drive kislemezek mind a legjobb három közt voltak a Billboard Modern Rock Tracks listáján.
A Stellar dal szerepel a Guitar Hero-sorozat több részében. A Crowded Elevator szerepel a Scream 3: The Album albumon. Az album bekerült az 1001 lemez, amit hallanod kell, mielőtt meghalsz könyvbe.

## Az album dalai
|     | Cím                      | Szerző(k)                                   | Hossz |
| --- | ------------------------ | ------------------------------------------- | ----- |
| 1.  | Privilege                | Boyd, Einziger, Katunich, Kilmore, Pasillas | 3:54  |
| 2.  | Nowhere Fast             | Boyd, Einziger, Katunich, Kilmore, Pasillas | 4:30  |
| 3.  | Consequence              | Boyd, Einziger, Katunich, Kilmore, Pasillas | 3:18  |
| 4.  | The Warmth               | Boyd, Einziger, Katunich, Kilmore, Pasillas | 4:24  |
| 5.  | When It Comes            | Boyd, Einziger, Katunich, Kilmore, Pasillas | 4:00  |
| 6.  | Stellar                  | Boyd, Einziger, Katunich, Kilmore, Pasillas | 3:20  |
| 7.  | Make Yourself            | Boyd, Einziger, Katunich, Kilmore, Pasillas | 3:03  |
| 8.  | Drive                    | Boyd, Einziger, Katunich, Kilmore, Pasillas | 3:52  |
| 9.  | Clean                    | Boyd, Einziger, Katunich, Kilmore, Pasillas | 3:55  |
| 10. | Battlestar Scralatchtica | Boyd, Einziger, Katunich, Kilmore, Pasillas | 3:49  |
| 11. | I Miss You               | Boyd, Einziger, Katunich, Kilmore, Pasillas | 2:48  |
| 12. | Pardon Me                | Boyd, Einziger, Katunich, Kilmore, Pasillas | 3:44  |
| 13. | Out from Under           | Boyd, Einziger, Katunich, Kilmore, Pasillas | 3:28  |

## Közreműködők

### Incubus
- Brandon Boyd – ének, ütőhangszerek
- Mike Einziger – gitár
- Dirk Lance – basszusgitár
- Chris Kilmore – lemezlejátszó
- Jose Pasillas – dob

### További zenészek
- Dave Holdridge – cselló a Drive és I Miss You dalokon
- Cut Chemist and DJ Nu-Mark – további scratchek a Battlestar Scralatchtica-n

### Produkció
- Scott Litt és az Incubus – producer
- Scott Litt, Rick Will – keverés

## Fordítás
Ez a szócikk részben vagy egészben a Make Yourself című angol Wikipédia-szócikk ezen változatának fordításán alapul.  Az eredeti cikk szerkesztőit annak laptörténete sorolja fel. Ez a jelzés csupán a megfogalmazás eredetét és a szerzői jogokat jelzi, nem szolgál a cikkben szereplő információk forrásmegjelöléseként.